# Sartrouville
Sartrouville er en stor fransk provinsby. Den er beliggende i departementet Yvelines.